# Ferrocarril de Sóller

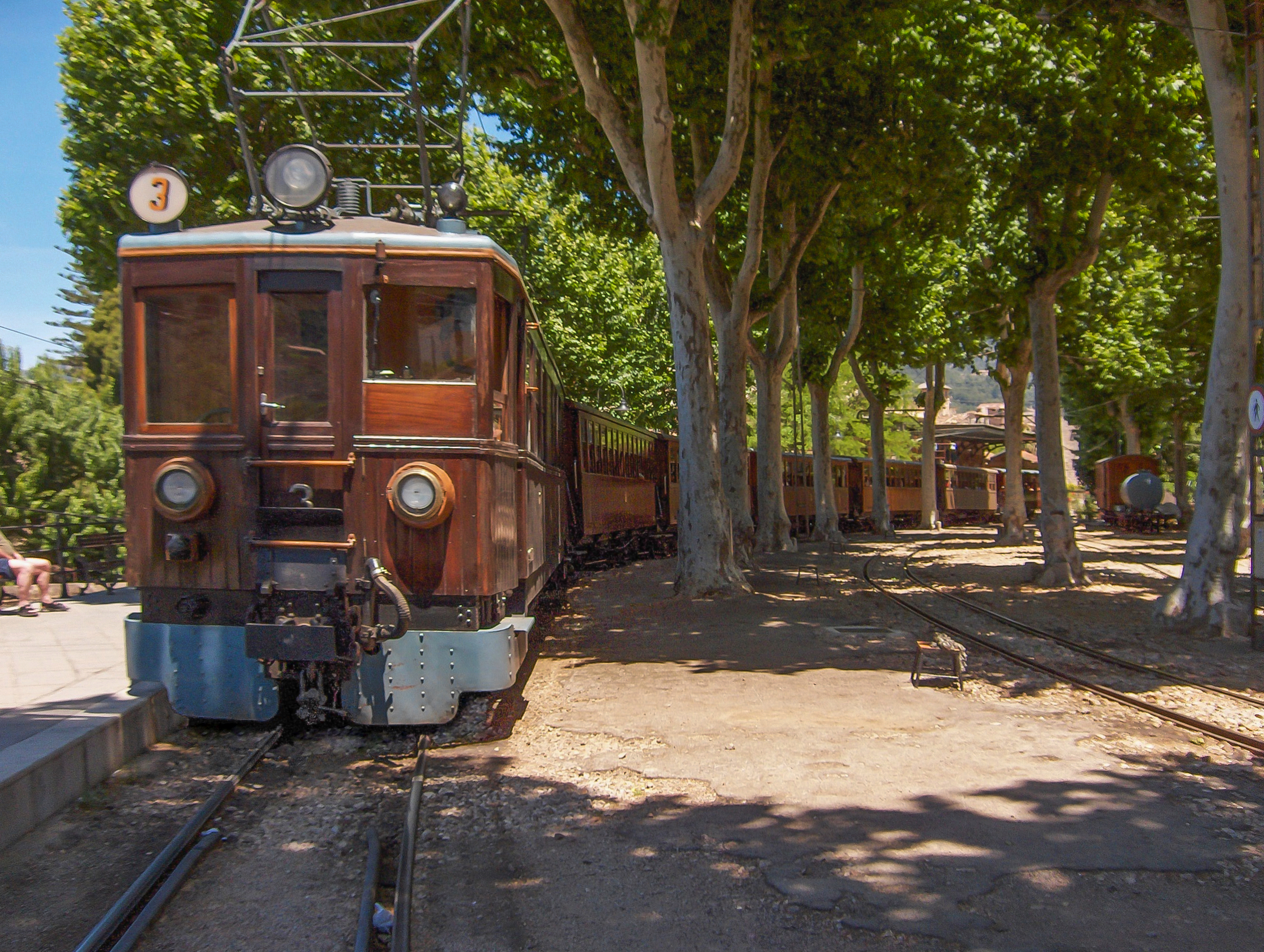
El tren a la seva arribada a Sóller.

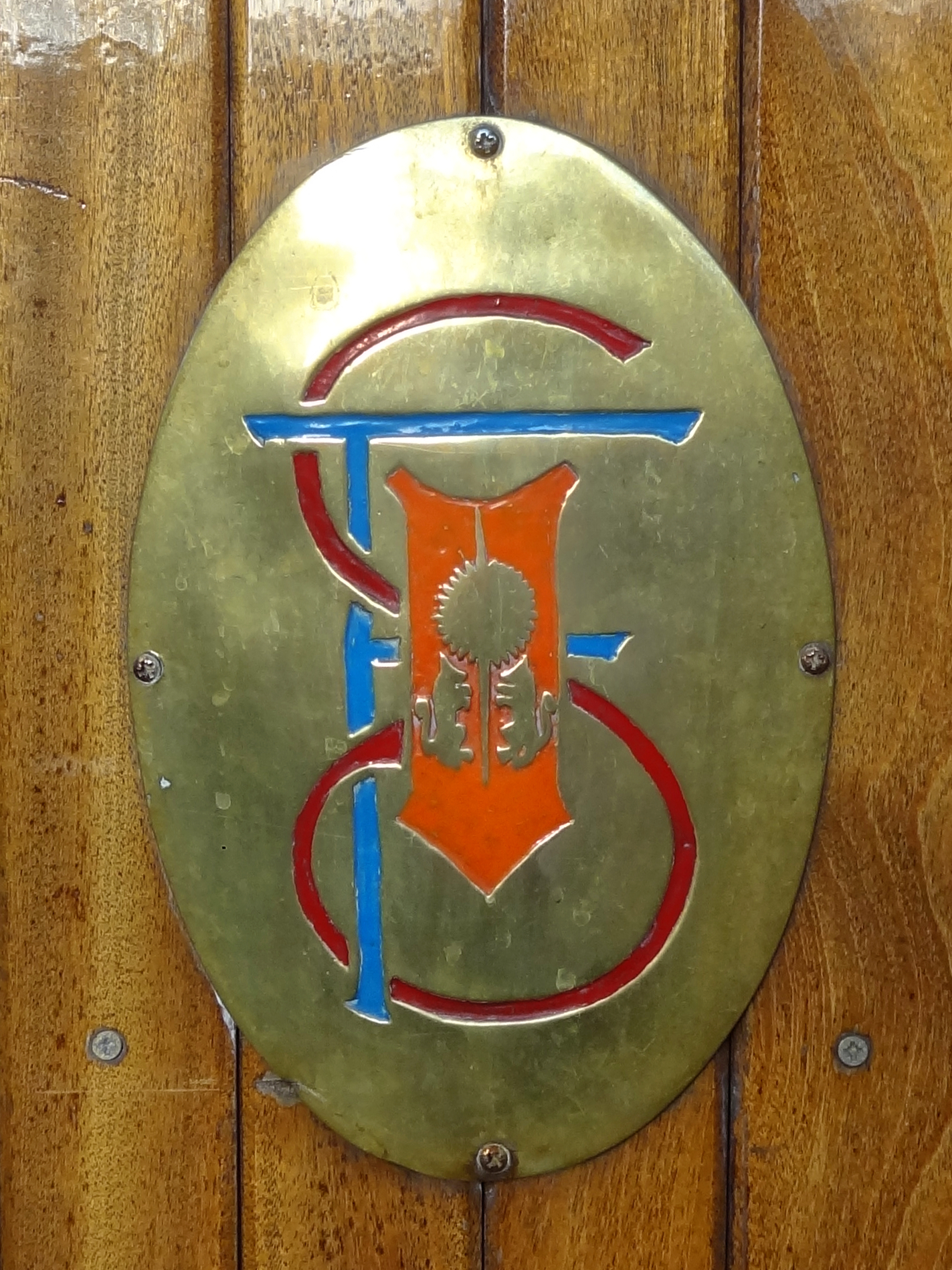

El ferrocarril de Sóller és una línia de tren que enllaça les localitats de Palma i Sóller a Mallorca, tot passant per Son Sardina i Bunyola.
Fou inaugurada el 16 d'abril de 1912, és de les poques línies de tren privades de l'Estat i es manté per l'interès turístic que suscita. El tren de Sóller és operat per una empresa privada, anomenada Ferrocarril de Sóller SA. Té terminal a Palma a l'Estació del Tren de Sóller de Palma, on és possible el transbordament amb l'Estació Intermodal Plaça d'Espanya.